# Royal Lodge
Royal Lodge – brytyjska rezydencja królewska położona na terenie tzw. Wielkiego Parku w Windsorze, w odległości ok. 3 mil od Zamku Windsor i jednej mili od Cumberland Lodge. Obecnie stanowi oficjalną siedzibę księcia Yorku. 
Pierwszy budynek stanął w miejscu dzisiejszej rezydencji w połowie XVII wieku. Przez lata był miejscem zamieszkania wysokich urzędników dworskich. Na przełomie XVIII i XIX stulecia gmach był dwukrotnie rozbudowywany. Projektantem ostatniej z tych inwestycji był John Nash. Przez pewien czas rezydował tam Jerzy, książę Walii, późniejszy król Jerzy IV. Jednak już król Wilhelm IV nakazał rozebranie znacznej części gmachu. Po tym pomniejszeniu ponownie został zamieszkany przez dworzan.
W latach 30. XX wieku budynek ponownie rozbudowano, dodając skrzydła z obu stron. W 1931 stał się on rezydencją księcia Yorku, późniejszego króla Jerzego VI. Po śmierci monarchy wdowa po nim, królowa matka Elżbieta, zachowała Royal Lodge jako swoją wiejską rezydencję. Korzystała z niej przez resztę swojego długiego życia, aż do śmierci w 2002. Później obiekt poddano renowacji, zaś w 2004 wprowadził się do niego książę Andrzej. 